# Тюремное пекло
«Тюремное пекло» или «Тюрьма в огне»(иер. трад. 監獄風雲, англ. Prison on Fire) — гонконгский фильм 1987 года, снятый режиссёром Ринго Ламом. Также известен под названием Тюрьма в огне. В главных ролях снялись Чоу Юньфат, Тони Люн Ка-фай и Рой Чанг. Картина получила 8 номинаций на 7-й Гонконгской кинопремии.

## Сюжет
Дизайнер Ло Ка-ю (Тони Люн Ка-фай) приговорён к трём годам тюремного заключения в гонконгской тюрьме за непредумышленное убийство. Его осудили за то, что он толкнул грабителя под проезжавший мимо автобус. В тюрьме он знакомится с отбывающим срок за убийство жены Чингом (Чоу Юньфат), местным весельчаком и заводилой. Чинг учит новичка всем азам тюремной жизни. Но Ло Ка-ю часто попадает в конфликты с местными бандами и начальником караула Хунгом (Рой Чанг).

## В ролях
- Чоу Юньфат — Чинг Тин-цзин
- Тони Люн Ка-фай — Ло Ка-ю
- Рой Чанг[англ.] — офицер "Лицо со шрамом" Хунг
- Фрэнки Нг — Слепая Змея
- Шинг Фуй-он[англ.] — Большой Дурак
- Уильям Хо[англ.] — Микки
- Томми Вонг — Билл
- Терренс Фок — Юнг
- Нам Ин — начальник тюрьмы

## Награды и номинации
| Награды                    | Награды                                | Награды                                                                                                   | Награды   |
| Кинопремия                 | Категория                              | Лауреат / претендент                                                                                      | Результат |
| -------------------------- | -------------------------------------- | --- | --------- |
| 7-я Гонконгская кинопремия | Лучший режиссёр                        | Ринго Лам                                                                                                 | Номинация |
| 7-я Гонконгская кинопремия | Лучший сценарий                        | Йин Нэм                                                                                                   | Номинация |
| 7-я Гонконгская кинопремия | Лучшая мужская роль                    | Чоу Юньфат                                                                                                | Номинация |
| 7-я Гонконгская кинопремия | Лучшая мужская роль второго плана      | Тони Люн Ка-фай                                                                                           | Номинация |
| 7-я Гонконгская кинопремия | Лучшая мужская роль второго плана      | Рой Чанг                                                                                                  | Номинация |
| 7-я Гонконгская кинопремия | Лучший новый актёр                     | Tommy Wong                                                                                                | Номинация |
| 7-я Гонконгская кинопремия | Лучший оригинальный саундтрек к фильму | Томми Вонг                                                                                                | Номинация |
| 7-я Гонконгская кинопремия | Лучшая оригинальная песня к фильму     | Песня: Полный надежды (充滿希望) Композитор: Лоуэлл Ло Автор текста: Джон Чонг Исполнитель: Мария Кордеро | Номинация |